# ادخارد د کالووه
ادخارد د کالووه (انگلیسی: Edgard De Caluwé؛ ۱ ژوئیهٔ ۱۹۱۳ – ۱۶ مهٔ ۱۹۸۵) دوچرخه‌سوار اهل بلژیک بود.